# Dimos Nafpaktia
Dimos Nafpaktia (Nafpaktia) är en kommun i Grekland.   Den ligger i prefekturen Nomós Aitolías kai Akarnanías och regionen Västra Grekland, i den centrala delen av landet, 180 km väster om huvudstaden Aten. Antalet invånare är 26 840.